# 三和村 (琉球政府)
三和村（みわそん）は、1946年 - 1961年に琉球政府（現在の沖縄県）島尻郡にあった村で、沖縄本島最南端の自治体だった。
現在の糸満市南部にあたる。1946年4月に真壁村・摩文仁村・喜屋武村の合併により誕生し、1961年10月に（旧）糸満町（現在の糸満市字糸満）・兼城村・高嶺村との合併で（新）糸満町（現在の糸満市）となり消滅。現在は三和地区として糸満市の大まかな一地域として位置づけている。村役所は真壁に置かれた。

## 沿革
村内にはかつて、真壁・摩文仁・喜屋武の3間切があり、1896年に3間切とも島尻郡に編入、1908年の島嶼町村制施行に伴い3間切は村となった（真壁村・摩文仁村・喜屋武村）。真壁村は真壁、摩文仁村は米須、喜屋武村は喜屋武にそれぞれ役所が置かれた。
しかし沖縄戦で摩文仁村が最後の激戦地となり、多くの人々が犠牲になった。そのため3村の人口は激減し、3村それぞれ維持することは難しくなったため、1946年4月1日に真壁・摩文仁・喜屋武の3村が合併し誕生した。村役所は真壁村役所だった真壁におかれた。
そして1961年10月1日に（旧）糸満町・兼城村・高嶺村と合併し（新）糸満町が誕生し、三和村は僅か15年半で消滅した。糸満町は10年後の1971年12月1日に市制施行、糸満市となった。三和村役所は合併後糸満町三和支所となったが、数年後に廃止され庁舎は真壁農協（のちにJA糸満市真壁支所→JAおきなわ三和支店）として使用された。

## 地域

### 旧真壁村
- 新垣（あらかき）
- 伊敷（いしき）
- 糸洲（いとす）
- 宇江城（うえぐすく）
- 小波蔵（こはぐら）
- 名城（なしろ）
- 真栄平（まえひら）
- 真壁（まかべ）

### 旧喜屋武村
- 喜屋武（きゃん）
- 束辺名（つかへな） 糸満町に合併後、上里と合併し束里（つかざと）となる
- 上里（うえざと）　糸満町に合併後、束辺名と合併し束里となる
- 福地（ふくぢ）
- 山城（やまぐすく）

### 旧摩文仁村
- 伊原（いはら）
- 大度（おおど）
- 米須（こめす）
- 摩文仁（まぶに）
- 波平（なみひら）　糸満町に合併後、兼城村の波平（現在の北波平）と分けるため南波平となる

## 隣接していた自治体
- 高嶺村（現在の糸満市）
- 東風平村（現在の八重瀬町）
- 具志頭村（現在の八重瀬町）

## 現在の糸満市三和地区
村の中心部だった真壁は現在でも旧三和村唯一の中学校である三和中学校やJAおきなわ三和支店、真壁小学校、三和郵便局があるものの中心部としての機能は次第に衰退している。それでも路線バスは今でもかつての中心部を経由している。
同じ糸満市内でも那覇市のベッドタウンである中心部の字糸満・潮崎町や北部の西崎・兼城地区と違い、農村地帯で市の中心部からも遠く、バスも1時間に多くて2本で日中でさえ全くない時間帯もある。
農業は現在も盛んで、サトウキビのほかに人参や菊なども栽培されている。2005年には摩文仁の平和祈念公園近くに観光農園が開園し、「沖縄糸満ワイン」のブランドでワインも発売している。2006年には沖縄県農業試験場が那覇市首里崎山町から真壁に移転し、県農業研修センターとして名称を変更した。
また旧村内一帯が沖縄戦跡国定公園（復帰前は政府立公園）に指定され、平和祈念公園やひめゆりの塔をはじめとして多くの慰霊碑が建立されており、沖縄県内の有数の観光地となっている。そのため道路網の整備は進み、住民の生活道路としてだけでなく、南部戦跡の観光道路としての機能も果たしている。1993年には全国植樹祭が米須の海岸沿いで開催され、現在は平和創造の森公園として利用されている。
名城には名城ビーチや北名城海水浴場があり、夏には海水浴客でにぎわう。長年整備が待たれていたホテルについても2022年7月に「琉球ホテル&リゾート名城ビーチ」がオープン。

### 交通
道路
- 国道331号
- 沖縄県道7号奥武山米須線（主要地方道）
- 沖縄県道77号糸満与那原線（主要地方道、平和の道線・予定）
- 沖縄県道3号線
- 沖縄県道54号線
- 沖縄県道223号魂魄之塔線
- 沖縄県道250号糸満具志頭線

路線バス
- 琉球バス交通
  - 81番・西崎向陽高校線（平日の登下校時のみ運行、休校日は運休）
  - 82番・糸満玉泉洞線
  - 107番＆108番・南部循環線

いずれも糸満バスターミナル発着。かつては琉球バス（現・琉球バス交通）が米須線（82番・糸満〜具志頭）、米須折り返し線（83番・大度で折り返し）、真壁線（84番）、摩文仁折り返し線（85番・平和祈念公園折り返し）、喜屋武線（87番）があったが、乗客が少なく赤字路線なため、1980年代後半に84番と85番と87番を集約して南部循環線（107番・108番）に、1990年代初めには83番を廃止した（82番が終点を玉泉洞まで延長し、現路線名に）。
- 東京バス
  - TK01・ハーレーエクスプレス（下り便のホテル着のみで始発便は那覇空港発。一方上り便はいずれも糸満市役所発のためホテルから発車しない）
  - TK02・ウミカジライナー
  - TK03・琉球ホテルエアポートリムジン（那覇空港と琉球ホテル＆リゾート名城ビーチの2地点間のみ）

いずれも那覇市国際通り入口（パレットくもじ前）から那覇空港経由で名城の琉球ホテル＆リゾート名城ビーチとを結んでいる。

### 学校
- 糸満市立三和中学校
- 糸満市立真壁小学校
- 糸満市立米須小学校
- 糸満市立喜屋武小学校

### 主要施設
- 糸豊環境美化センター（束里）
- 沖縄少年院・沖縄女子学園（真栄平、2018年に沖縄市より移転。同敷地内は1983年 - 2005年はひめゆりパークだった）

## 観光地
- 沖縄戦跡国定公園
  - 平和祈念公園
    - 平和祈念堂（1978年開館）
    - 沖縄県平和祈念資料館（1975年開館、2000年リニューアル）
    - 平和の礎
    - 国立沖縄戦没者墓苑

  - ひめゆりの塔
    - ひめゆり平和祈念資料館（1989年開館）

  - 健児の塔
  - 魂魄の塔
  - 平和創造の森公園（1993年全国植樹祭開催地）
- 喜屋武岬
- 琉球ガラス村（福地）
- 糸満観光農園（摩文仁）